# Mailing
O mailing é uma lista de contatos com e-mail, nome, endereço, telefone fixo, número do celular e outros dados de pessoas físicas ou jurídicas. Essa lista permite que empresas entrem em contato com essas pessoas ou outras empresas para diversos fins.
Inicialmente, a expressão mailing surgiu para denominar uma correspondência pelo correio e provém do termo "mail" - que, em inglês, significa correio.

## Origem de listas demailing
Quando as empresas precisam prospectar clientes, elas podem usar campanhas de captação de contatos através do inbound marketing, usando as páginas de conversão.
Ou seja, atraindo a atenção do potencial cliente oferecendo algum desconto ou material exclusivo em troca de informações como nome e e-mail, por exemplo.
Mas, caso a empresa não tenha uma estratégia de atração de compradores, ela pode fazer a compra de listas de e-mails já prontas.
Existem diversas empresas que oferecem esse serviço, porém é preciso tomar muito cuidado ao fazer essa compra. Afinal, essas listas podem ser formadas por contatos desatualizados ou inválidos, o que pode causar o não envio dos e-mails e causar o bloqueio do servidor remetente.
O ideal é investir em uma compra de e-mails segura, com dados atualizados e que seja aderente à Lei Geral de Proteção de Dados - atualmente em vigor em todo território nacional.

## O que é o bloqueio do servidor dee-maile como evitar
O sistema de entrega de e-mails é avaliado por filtros, que analisam as mensagens e as classificam como confiáveis ou como fonte de spam.[carece de fontes?]
Esses filtros, basicamente, leem as mensagens recebidas pelo usuário e usam padrões para pontuar a mensagem - o que irá classificá-la como spam ou não.
Entre esses padrões, os que configuram uma mensagem como spam são:
- e-mails enviados para um grande volume de pessoas de uma só vez
- Uso de fontes na cor vermelha
- Abuso do uso de pontos de exclamação
- Linhas de assunto usando a palavra teste
- Título com todas as letras em maiúsculo
- Presença dos termos “Clique aqui”, “Free”, “Não perca essa oportunidade” no corpo ou assunto do e-mail
- e-mails com uma imagem em tamanho grande com pouco ou nenhum texto
- Código HTML[carece de fontes?] com falhas.

Além disso, se os contatos não forem devidamente validados, os e-mails correm o risco de serem enviados de volta, o que - quando ocorre em grande escala - pode disparar o que é chamado de bounce.

## O que ébounce?
O bounce representa a não entrega de sua mensagem de e-mail. Quando isso acontece, o remetente recebe uma notificação automática da falha na entrega. Essa falha se origina do servidor de e-mail do destinatário por vários motivos.
Nessa notificação automática, o remetente será informado sobre:
- Data e hora em que a mensagem foi devolvida
- O servidor de e-mail que a devolveu
- Código RFC[5] e motivo de rejeição em código (conforme a RFC, hard bounces são representados pelo código 5XX e os soft bounces pelo código 4XX, porém nem todos os ISPs[carece de fontes?] aderem a esse código de forma consistente, portanto, pode haver exceções).

### Soft bouncexHard bounce
A seguir, o detalhamento do que se trata um soft bounce e o que configura um hard bounce.

#### Soft bounce
Um soft bounce significa que o endereço eletrônico era válido e a mensagem chegou ao servidor de e-mail do destinatário. Porém, pode ter acontecido problemas como:
- A caixa de entrada estava cheia (o usuário ultrapassou o limite máximo)
- O servidor estava fora do ar
- A mensagem era muito grande para a caixa de entrada do destinatário.

#### Hard bounce
Um hard bounce ocorre quando a mensagem foi rejeitada permanentemente porque:
- O endereço de e-mail é inválido (não existe)
- Foi desativado, por exemplo, quando um colaborador deixa a empresa ou abandona uma conta de e-mail gratuita
- Contém um erro de digitação que o torna inválido (ou seja, digitar @ gmial.com em vez de @ gmail.com).

Caso esses problemas sejam recorrentes, o servidor pode bloquear seu domínio, enxergá-lo com má reputação e até bloquear seu banco de IPs.[carece de fontes?]

## Boas práticas nomailing
Para que as ações (sejam de prospecção ativa ou passiva) sejam assertivas, é preciso aplicar algumas boas práticas simples:

### Utilizar um sistema automatizado
Primeiramente, é fundamental ter uma ferramenta[carece de fontes?] confiável e segura para organizar os contatos, além de otimizar os envios e demais ações.
Com o suporte de uma plataforma completa, é possível:
- Fazer a captura de novos contatos, além dos que você já tem
- Realizar o gerenciamento dos endereços
- Programar envios para datas e horas específicas
- Efetuar a segmentação de contatos
- Personalizar a comunicação com os contatos, de acordo com sua posição na jornada de compra[9]
- Acompanhar as métricas para analisar resultados e ajustar estratégias.

### Fazer a segmentação das listas
Independente da origem das listas (compradas ou adquiridas através de páginas de captura[carece de fontes?]), é importante segmentar os contatos de acordo com suas características em comum.
Isso é importante - especialmente no cenário atual - porque assim a comunicação pode ser personalizada. Ou seja, o usuário receberá mensagens que são relevantes para sua necessidade específica, sua posição na jornada de compra e seu segmento. Sendo, portanto, fundamental para empresas que atendem a mais de um setor (especialmente as que atuam no modelo de negócios B2B[carece de fontes?]).

### Mantenha apenas contatos validados em sua lista
Como os principais motivos de hard bounce são e-mails inválidos, procure sempre manter apenas os contatos válidos em sua lista.
Para isso, remova da lista todos os e-mails que “retornarem”. Para eliminar contatos inválidos, você também pode fazer a validação através de softwares específicos.

### Personalize a comunicação e envie somente conteúdo relevante
Aspectos que disparam o soft bounce também precisam ser considerados, por isso:
- Evitar enviar e-mails para um grande volume de pessoas de uma só vez
- Não usar cor vermelha em nenhuma parte das suas mensagens
- Evitar o uso exagerado de pontos de exclamação
- Não enviar linhas de assunto usando a palavra “teste”
- No título, reduzir o uso de letras maiúsculas a apenas uma palavra
- Evitar termos como “Clique aqui”, “Free”, “Não perca essa oportunidade” tanto no corpo como no assunto do e-mail
- Não enviar e-mails com uma imagem grande e com pouco ou nenhum texto
- Sempre procurar e eliminar falhas no código HTML da mensagem.